# Dance the Night Away (canção de The Mavericks)
"Dance the Night Away" é uma canção da banda norte-americana de música country tradicional The Mavericks, retirada de seu quinto álbum de estúdio, Trampoline. Composta e produzida por Raul Malo, com o auxílio de Don Cook na produção, a canção foi escolhida como o segundo single em divulgação do álbum e lançada em 10 de março de 1998.

## Chart positions
| Chart (1998)                                 | Peak position |
| -------------------------------------------- | ------------- |
| UK Singles Chart                             | 4             |
| Estados Unidos (Billboard Hot Country Songs) | 63            |